# Walter Wischniewsky
Walter Wischniewsky (né le 16 septembre 1912 à Berlin, mort le 1er février 1995 dans la même ville) est un monteur allemand.

## Biographie
Il commence sa carrière à Berlin comme assistant en 1932 puis comme chef en 1936. Il travaille d'abord pour de petites productions puis au début de la Seconde Guerre mondiale pour l'UFA, sans être cité pour Les Aventures fantastiques du baron Münchhausen. Il est aussi assistant réalisateur.
Il revient au cinéma en 1947 et est l'un des monteurs allemands les plus appréciés dans les années 1950 et 1960. Il travaille le plus souvent pour la CCC-Film d'Artur Brauner. Wischniewsky a son nom dans plus d'une centaine de films. Il prend sa retraite en 1975.

## Filmographie
- 1936: Das Veilchen vom Potsdamer Platz (de)
- 1937: Der Lachdoktor
- 1937: On parle de Jacqueline
- 1938: Schatten über St. Pauli
- 1938: Mordsache Holm (de)
- 1939: Kennwort Machin
- 1939: Morgen werde ich verhaftet
- 1940: Zwischen Hamburg und Haiti
- 1940: Aus erster Ehe
- 1940: Les Rothschilds
- 1941 : Annelie de Josef von Báky
- 1941: Jungens
- 1942: Der 5. Juni (de)
- 1943: Les Aventures fantastiques du baron Münchhausen
- 1944: Junge Herzen
- 1944: Junge Adler
- 1944: Nora (de)
- 1945: Das Mädchen Juanita
- 1945: Ein toller Tag
- 1945: Befreite Musik (documentaire)
- 1948: Ballade berlinoise
- 1948: Morituri
- 1948: Beate
- 1949: Jeunes filles derrière les grilles
- 1949: Martina
- 1949: Anonyme Briefe
- 1950: Eine seltene Geliebte
- 1950: Die Treppe (en)
- 1950: 0 Uhr 15, Zimmer 9
- 1950: Herrliche Zeiten (documentaire)
- 1951: Sündige Grenze
- 1952: Cuba Cabana
- 1952: Amours, délices et jazz
- 1952: Der Fürst von Pappenheim
- 1952: Ferien vom Ich
- 1953: Lilas blancs
- 1954: Die tolle Lola
- 1954: Das ideale Brautpaar
- 1954: Fräulein vom Amt
- 1954: An jedem Finger zehn
- 1955: Liebe, Tanz und 1000 Schlager
- 1955: Hotel Adlon
- 1955: Eine Frau genügt nicht
- 1956: Musikparade
- 1956: Ich und meine Schwiegersöhne (de)
- 1956: Die wilde Auguste
- 1956: Das Bad auf der Tenne (de)
- 1956: La Voix que j'aime (de)
- 1956: Von der Liebe besiegt (de)
- 1957: Les Frénétiques
- 1957: Le Troisième Sexe
- 1957: Tolle Nacht
- 1957: Der Graf von Luxemburg
- 1958: Ihr 106. Geburtstag
- 1958: Münchhausen in Afrika
- 1958: Avouez, Docteur Corda!
- 1958: Italienreise – Liebe inbegriffen
- 1959: Marili
- 1959: Melodie und Rhythmus
- 1959: Und das am Montagmorgen
- 1959: Le Tigre du Bengale
- 1959: Le Tombeau hindou
- 1960: Le Diabolique Docteur Mabuse
- 1960: Liebling der Götter
- 1961: C'est pas toujours du caviar
- 1961: Top secret - C'est pas toujours du caviar
- 1961: Via Mala
- 1961: Und sowas nennt sich Leben
- 1962: Ich bin auch nur eine Frau
- 1962: Der Fluch der gelben Schlange (de)
- 1962: Le Testament du Dr. Mabuse
- 1962: Médecin pour femmes
- 1962 : Le Secret des valises noires (Das Geheimnis der schwarzen Koffer)
- 1963: Le Bourreau de Londres
- 1963: Le Dr. Mabuse contre Scotland Yard
- 1963: Der Würger von Schloss Blackmoor (de)
- 1963: Frühstück im Doppelbett
- 1964: Das Phantom von Soho (de)
- 1964: Das Ungeheuer von London-City
- 1964: Freddy und das Lied der Prärie (de)
- 1964: Das siebente Opfer (de)
- 1965: Mädchen hinter Gittern (de)
- 1965: Les Mercenaires du Rio Grande
- 1965: Die Pyramide des Sonnengottes
- 1965 : Mission dangereuse au Kurdistan (Durchs wilde Kurdistan) de  Franz Josef Gottlieb
- 1965: Au royaume des lions d'argent (Im Reiche des silbernen Löwen)
- 1966: Wer kennt Johnny R.? (de)
- 1968: Mais ne reste donc pas pucelle (de)
- 1972: Sex-Report blutjunger Mädchen

## Crédit d'auteurs
- (de) Cet article est partiellement ou en totalité issu de l’article de Wikipédia en allemand intitulé « Walter Wischniewsky » (voir la liste des auteurs).